# Ernesto Blume
Ernesto Jorge Blume Fortini (Lima, 18 de octubre de 1946) es un abogado constitucionalista, profesor universitario y político conservador peruano. Fue miembro del Tribunal Constitucional dentre 2014 y 2022, y presidente de esa tribunal entre 2018 y 2020. Actualmente, se desempeña como abogado personal de la presidenta Dina Boluarte en materia constitucional.

## Biografía

### Familia y estudios
Nació en la ciudad de Lima el 18 de octubre de 1946. Es hijo del ingeniero Luis Alberto Blume Dixon y de doña María Isabel Fortini Sayas. Por el lado materno es descendiente del Prócer y Fundador de la Independencia del Perú José María Corbacho y Abril. y por su lado paterno es nieto de Federico Blume y Othon, ingeniero peruano, considerado pionero de la navegación submarina en el Perú. 
Estudió Derecho en la Pontificia Universidad Católica del Perú, en la cual obtuvo el título de Abogado. Luego, obtuvo una Maestría en Derecho con mención en Derecho Constitucional. Asimismo, culminó estudios de doctorado en Derecho en la misma casa de estudios.

### Desempeño privado
Se ha especializado en derecho constitucional, derecho procesal constitucional y derecho municipal.
Ha sido profesor de derecho constitucional y de derecho procesal constitucional en la Facultad de Derecho de la Universidad de Lima (desde 1978) y profesor de Seminario de Integración en Derecho Constitucional en la Facultad de Derecho de la Pontificia Universidad Católica del Perú (desde el 2006). Es profesor honorario de la Facultad de Derecho y Ciencias Jurídicas de la Universidad Católica Santa María de Arequipa.
Se desempeñó como presidente de la Asociación Peruana de Derecho Constitucional y de la Asociación Peruana de Derecho Municipal. Es Director de la Revista Estado Constitucional y miembro del Instituto Iberoamericano de Derecho Constitucional y del Instituto Iberoamericano de Derecho Procesal Constitucional.
Fue director de Ius et Praxis, revista oficial de la Facultad de Derecho de la Universidad de Lima.

## Función pública
Se desempeñó como vocal suplente de la Corte Superior de Justicia de Lima. 
En 1983 fue Presidente de la Comisión encargada de la elaboración del anteproyecto de la ley de quiebras en el Ministerio de Justicia. 
Fue el principal asesor legal externo de la Municipalidad de Lima desde 1996 hasta el 2002, durante las gestiones del entonces alcalde de Lima Alberto Andrade. 
Fue miembro y presidente de diversas Comisiones Consultivas del Colegio de Abogados de Lima (Derecho Constitucional, Gobiernos Locales, Derecho Parlamentario).
En 2001 fue designado como miembro de la Comisión de Estudio de las Bases de la Reforma Constitucional del Perú durante el gobierno de Valentín Paniagua (2001). 
Desde 2004 se desempeñó como miembro del Consejo Consultivo de la Comisión de Constitución y Reglamento del Congreso de la República durante diversos periodos parlamentarios.
Del mismo modo, fue coordinador del Grupo de Trabajo del Acuerdo Nacional encargado del estudio de la reforma a la Constitución de 1993. 
Fue socio fundador del Estudio Blume Abogados.
En 2024, asumió la defensa legal de Dina Boluarte ante el Tribunal Constitucional.

### Viceministro de Justicia
El 4 de agosto de 1981 fue nombrado como viceministro de Justicia por el entonces presidente Fernando Belaúnde Terry, siendo ministro de Justicia Enrique Elías Laroza.
Como viceministro y presidente del Consejo de Notariado y Archivos realizó el Concurso Público de Méritos y Oposición para registros notariales de 1982.

### Regidor
En las elecciones municipales de 1983, Blume fue elegido como regidor de la Municipalidad de Lima por el Partido Popular Cristiano, partido del cual fue militante desde su juventud hasta su renuncia en los años 90.
Como regidor, fue presidente de la Comisión para el Proyecto de Reglamento de Construcciones para la provincia de Lima.

## Tribunal Constitucional
En junio del 2014, Blume fue propuesto en el Congreso de la República  como candidato al Tribunal Constitucional y luego fue elegido magistrado con 111 votos a favor, cero en contra y 10 abstenciones.

### Presidente
El 1 de diciembre del 2017, Blume Fortini fue elegido presidente del Tribunal Constitucional. La juramentación se realizó el 4 de enero del 2018.
En noviembre del 2019, fue ponente en el caso del habeas corpus que exigía la liberación de la lideresa de Fuerza Popular Keiko Fujimori, quien cumplía prisión preventiva en el penal de Chorrillos por actos de corrupción. Fue blanco de polémicas.
En diciembre de 2019, fue elegido como Director del Centro de Estudios Constitucionales.

### Presidente de la Comisión Consultiva del Gobierno
En junio del 2023, Blume fue nombrado presidente de la Comisión Consultiva de Asesores Constitucionales del Poder Ejecutivo bajo la dirección de la presidenta Dina Boluarte. Tras su nombramiento, fue cuestionado por sus críticas contra Boluarte cuando esta formaba parte del gobierno de Pedro Castillo. Después de la salida de Castillo, Blume se convirtió en el abogado de Boluarte ante el Tribunal Constitucional.
En las elecciones parlamentarias del 2000 y en las  elecciones del 2001 postuló al Congreso de la República por Somos Perú, partido donde fue fundador y ejerció como subsecretario desde noviembre del 2003 hasta octubre del 2007.

## Publicaciones
- El proceso de inconstitucionalidad en el Perú, 2006.
- La reforma constitucional, 2006.
- El amparo informático, 2005.
- El código procesal constitucional, 2004.
- La reforma del Tribunal Constitucional del Perú, 2003.
- Los preámbulos constitucionales en Iberoamérica, 2001.
- La defensa de la constitución a través de la ordenanza municipal, Lima, Editorial. Grijley, 1998.
- El control de la constitucionalidad, 1996.